# 天主教聖胡安包蒂斯塔教區
天主教聖胡安包蒂斯塔教區（拉丁語：Dioecesis Sancti Sancti Ioannis Baptistae a Missionibus）是巴拉圭一個羅馬天主教教區，屬亞松森總教區。
教區成立於1957年1月19日，包括米西奧內斯省和涅恩布庫省。2004年有教友214,000人（佔轄區總人口98.2%）、三十個堂區、廿六名司鐸。現任教區主教為馬里奧·梅迪納·薩利納斯。